# Ewongo
Ewongo ou Ebongo est une localité du Cameroun, située dans l'arrondissement de Buéa, le département du Fako et la région du Sud-Ouest.

## Population
En 1968, Ewongo comptait 50 habitants, principalement des Bakweri. Lors du recensement de 2005, on a dénombré 529 personnes.